# جيروم وارنر
جيروم وارنر هو سياسي أمريكي، ولد في 23 نوفمبر 1927 في وافيرلي في الولايات المتحدة، وتوفي في 20 أبريل 1997 في لنكن في الولايات المتحدة. نشط حزبياً في الحزب الجمهوري. وقد انتخب عضو مجلس ولاية نبراسكا ‏.